# Alveopora
Genre
Alveopora forme un genre de coraux de la famille des Poritidae selon ITIS ou de la famille des Acroporidae selon WoRMS.

## Description et caractéristiques
Ces coraux possèdent des polypes très charnus, qu'ils gardent étendus pendant la journée. Ceux-ci peuvent se rétracter en cas de menace dans le squelette dur. 
Attention toutefois, cette caractéristique est partagée par certains autres genres, comme Goniopora. On les distingue par le fait que les Goniopora ont 24 tentacules, contre 12 chez Alveopora. 

## Liste d'espèces
Le genre Alveopora comprend les espèces suivantes :
| Selon World Register of Marine Species (22 juin 2015) : ___ - Alveopora allingi Hoffmeister, 1925 - Alveopora catalai Wells, 1968 - Alveopora daedalea (Forskål, 1775) - Alveopora excelsa Verrill, 1864 - Alveopora fenestrata (Lamarck, 1816) - Alveopora gigas Veron, 1985 - Alveopora japonica Eguchi, 1968 - Alveopora marionensis Veron & Pichon, 1982 - Alveopora minuta Veron, 2000 - Alveopora ocellata Wells, 1954 - Alveopora octoformis Blainville, 1830 - Alveopora retepora (Ellis & Solander, 1786) - Alveopora simplex - Alveopora spongiosa Dana, 1846 - Alveopora superficialis Pillai & Scheer, 1976 - Alveopora tizardi Bassett-Smith, 1890 - Alveopora verrilliana Dana, 1846 - Alveopora viridis Quoy & Gaimard, 1833 | Selon ITIS (22 juin 2015) : - Alveopora allingi Hoffmeister, 1925 - Alveopora catalai Wells, 1968 - Alveopora excelsa Verrill, 1864 - Alveopora fenestrata (Lamarck, 1816) - Alveopora gigas Veron, 1985 - Alveopora japonica Eguchi, 1968 - Alveopora marionensis Veron & Pichon, 1982 - Alveopora ocellata Wells, 1954 - Alveopora spongiosa Dana, 1846 - Alveopora tizardi Bassett-Smith, 1890 - Alveopora verrilliana Dana, 1872 - Alveopora viridis (Quoy & Gaimard, 1833) |